# GC Hradec Králové
GC Hradec Králové je golfový klub se sídlem v Hradci Králové a domovským hřištěm v Hrádku u Nechanic. Klub byl založen v roce 1995 pod názvem Golf Club Hrádek, v roce 2001 došlo k přejmenování na Golf Club Hradec Králové. Na konci roku 2011 měl klub cca 720 členů.

## Sportovní činnost
Klub klade důraz na sportovní činnost a se svými výsledky na českých mistrovských soutěžích patří ve východních Čechách mezi výkonnostní špičku. Od svého založení klub vychovává v oddílu mládeže nové hráče, z nichž řada nyní klub reprezentuje v ligových soutěžích dospělých. Ženské družstvo hrálo v roce 2009 Extraligu a kvalifikovalo se do Extraligy 2012, muži hráli v letech 2004–2009 1. ligu. Nejlepší hráči ve věkové kategorii seniorů (nad 55 let) reprezentovali ČR na Mistrovství Evropy družstev v letech 2006–2009.

### Nejlepší individuální výsledky dospělých
- Arnošt Martinec, 4. místo žebříčku seniorů 2006, kategorie nad 55 let
- Bohumil Holubec, 9. místo žebříčku seniorů 2006, kategorie nad 55 let

### Nejlepší výsledky družstev dospělých
- Družstvo žen, 1. místo na Mistrovství ČR na simulátorech 2011
- Družstvo žen, 1. místo v 1. lize 2011, postup do Extraligy 2012
- Družstvo žen, 2. místo v 1. lize 2008, postup do Extraligy 2009
- Družstvo mužů, 5. místo v 1. lize 2005
- Senioři nad 55 let, 5. místo na Mistrovství ČR družstev 2007, 2009

## Tréninkové centrum mládeže
V roce 2005 získal GC Hradec Králové od České golfové federace oficiální statut Tréninkového centra mládeže. V současné době trénuje v klubovém TCM cca 50 dětí ve věku od 6 do 18 let. Tréninkové zázemí pro hlavní sezónu (březen–říjen) se nachází v Hrádku u Nechanic, v zimním období se tréninky konají v Indoor Golf Centru FOMEI v Hradci Králové.

### Nejlepší umístění na žebříčcích mládeže ČR
- Svatopluk Býma, 1. místo, kategorie kadetů 15–16 let, 2005
- Karolína Černá, 2. místo, kategorie kadetek 15–16 let, 2005
- Lucie Bičišťová, 4. místo, kategorie starších žákyň 13–14 let, 2005
- Zuzana Eliášová, 6. místo, kategorie kadetek 15–16 let, 2005
- Kristina Hostáková, 7. místo, kategorie kadetek 15–16 let, 2007

### Nejlepší individuální výsledky
- Kristina Hostáková, 1. místo Mezinárodní Mistrovství Maďarska, 2008
- Karolína Černá, 2. místo Mistrovství ČR mládeže do 16 let, 2005
- Svatopluk Býma, 3. místo Mistrovství ČR mládeže do 16 let, 2005
- Svatopluk Býma, 3. místo Mistrovství ČR mládeže do 16 let, 2005
- Kristina Hostáková, 5. místo Mezinárodní Mistrovství ČR, 2009
- Kristina Hostáková, 5. místo Mezinárodní Mistrovství Slovenska, 2009

### Nejlepší výsledky družstev
- Dorostenky do 18 let, 2. místo Mistrovství ČR družstev 2009
- Dorostenky do 18 let, 3. místo Mistrovství ČR družstev 2006, 2007
- Smíšené družstvo do 16 let, 5. místo Pohár klubů ČR 2007, 2011
- Smíšené družstvo do 18 let, 1. místo Pohár klubů Dětské Tour Severovýchod 2006–2008